# 京騷戲畫
《京騷戲畫》（京騒戯画（きょうそうぎが））為東映動畫和帕布雷斯特聯合製作的一部幻想格鬥風格的日本動畫作品，包括多部网络作品和正在播放的电视作品。由参与过电影《Heart Catch光之美少女！超級時尚秀在花之都...真的嗎！？》的松本理惠担任导演。2011年8月27日宣布制作，并公布了部分角色配音名单。，之后也公布了相应的制作PV。
网络动画第一部于2011年12月发布，共1话；第二部于2012年8月31日发布，共5话。两期合共产生了100多万次播放率。2013年10月发布电视动画，共13话。，於2013年10月2日起在TOKYO MX等電視台放送，為了識別，有另稱《京騒戯画2013》以区别前期作品。

## 故事簡介
在与外界隔绝，时间静止的镜都內，主角筝和不同勢力的代表，为了寻找共同的目标——黑兔古都，而每天上演著奇幻繽紛的格鬥。眾人對自身過去的執著，以及對特殊現象的好奇，漸漸弄清世界的所有現象的前因後果。

## 登场人物
筝（Koto，又譯作「琴」）　配音：钉宫理惠
意外进入镜都并寻找黑兔的女孩，14岁的外表，赤色瞳，留有黑长发绑成长辫。
喜欢说一口毒言恶语，而且是淡然地说出，杀伤力惊人。
持有一把从鞍马抢得的可变锤子，带着两名称呼自己为姐姐的式神，
四处寻找古都得到离开镜都的方法和应付鞍马的下属翔子博士派出来讨回锤子的追兵。
曾被镜都三人议会认为是回归的古都而试图迫使其展现作为古都的第二人格，虽然最终失败但仍然使古都重回镜都。
第七集確定是一代明惠和古都的亲生孩子。
明惠（Myōe）　配音：鈴村健一、齐藤千和（药师丸）
镜都三人议会作为人的代表，一名青年僧侣但留有头发并十分好色，负责照顾筝和两个式神弟弟，和八濑十分不和而经常演变成相互对抗。
根据第二部得知，他是二代明惠，是由一代明惠——明惠上人从一次战争中收养的人类孤儿，
原名叫药师丸，后来一代授予其稱號和血統能力后离开。
一代明惠具有能将所作的画变成活物的能力，是画作镜都的创造者，同时创造了古都、八濑、鞍马等人的。
鞍馬（Kurama）　配音：中原茂、白石涼子（年幼時）
镜都三人议会作为神佛的代表，坐在浮空的碟子，身着如主持般的衣着，甚至被官方吐槽变老了。
视古都为自己的母亲，曾联合八濑用召唤的巨大机器兵俑试图迫使筝展现作为古都的第二人格但失败。被翔子博士称呼为「住持」。
根据第二弹所知，实际为一代明惠所画的，虽然晚出现于二代明惠，被标识为明惠的哥哥。
八濑（Yase）　配音：喜多村英梨
镜都三人议会作为鬼怪的代表，身着贵族服饰的少女，大部分时间都在自家禁地的大屋享受下午茶，并通过外出的鬼怪的远程视觉来了解外面的情况。
具有变成巨大躯体的能力，并且会变得脾气极度暴躁。十分想见到古都而和鞍马单方面迫使筝展现作为古都的第二人格。
根据第二弹所知，实际为一代明惠所画的，虽然晚出现于二代明惠，被标识为明惠的姐姐。
阿（A）　配音：日高範子
筝的式神，称呼筝为姐姐，性格活泼，变回式神为红色，能变成巨大的恶犬怪物。
吽（Un）　配音：白石涼子
筝的式神，称呼筝为姐姐，性格沉默淡定，变回式神为蓝色。
翔子博士　配音：斎藤千和
鞍馬手下的科学家，身穿白色实验服头戴风镜，经常宅在控制室内。
派出大量的白色礼服人向筝追讨锤子但多为失败。巨大机器兵俑的实际操纵者。
伏見（Fushimi）　配音：竹本英史
跟随翔子博士的青年，经常对翔子讨伐筝的失败而冷嘲热讽，但也会照顾翔子的琐碎事务。
古都　配音：久川綾
被镜都所有人所供奉的绝世美女，被明惠、鞍馬、八濑视为母亲，
在很久以前因為要歸還跟佛母借的身體就與一代明惠回到現實世界時从镜都消失，最后被鞍马和八濑迫出。
本身为一代明惠所画的黑兔。
稻荷（Inari）　配音：石田彰
戴着狐狸面具的持刀少年，被筝视为师傅。
實際本尊是當初與古都回到現實世界的一代明惠，並扶養教育箏長大。

## 工作人员
| 職位                | 網絡動畫第一部                                                                | 網絡動畫第二部                                                                            | 電視動畫                                        |
| ------------------- | ----------------------------------------------------------------------------- | ----------------------------------------------------------------------------------------- | ----------------------------------------------- |
| 企劃                | 京騷戲畫項目 （東映動畫、帕布雷斯特）                                         | 京騷戲畫項目 （東映動畫、帕布雷斯特）                                                     | 關弘美 春山 小出慎太郎 平田滋 伍賀一統 吉野健一 |
| 原作                | 東堂泉                                                                        | 東堂泉                                                                                    | 東堂泉                                          |
| 監督／ 系列導演     | 松本理惠                                                                      | 松本理惠                                                                                  | 松本理惠                                        |
| 系列構成            | -                                                                             | -                                                                                         | 東堂泉 松本理惠                                 |
| 角色設計 總作畫監督 | 林祐己                                                                        | 林祐己                                                                                    | 林祐己                                          |
| 美術設計            | 倉橋隆                                                                        | 倉橋隆 本間禎章                                                                           | 柴田聰                                          |
| 色彩設計            | 秋元由紀                                                                      | 秋元由紀                                                                                  | 秋元由紀                                        |
| 音樂                | 高木洋                                                                        | 椎名豪                                                                                    | 椎名豪                                          |
| 製作人              | 春山（總） 堀越一佐武（總） 淺間陽介（動畫） 平田滋（創意） 小出慎太郎 北村聰 | 春山（總） 堀越一佐武（總） 關弘美（總） 平田滋（創意） 小出慎太郎（創意） 北村聰（創意） | -                                               |
| 製作擔當            | 藤岡和實                                                                      | 山崎尊宗                                                                                  | 坂井和男 及川泰史                               |
| 動畫製作            | 東映動畫                                                                      | 東映動畫                                                                                  | 東映動畫                                        |
| 製作                | 京騷戲畫項目                                                                  | 京騷戲畫項目                                                                              | 京騷戲畫項目                                    |

## 主題曲
網路動畫

作詞、作曲、編曲、演唱：TEPPAN
電視動畫
片头曲
作詞、作曲、演唱：田村步美
片尾曲
作詞、作曲、編曲、演唱：TEPPAN
插曲
 「The Secret of My Life」（網路動畫第5集＆電視動畫第9集）
作曲、編曲：椎名豪，作詞、演唱：Aimee Blackschleger

## 各话列表
| 話数     | 日文标题 | 中文标题                                 | 编剧              | 分镜                       | 演出              | 作畫監督                   | 美術             | 播放时间       |
| 第一部   | 第一部   | 第一部                                   | 第一部            | 第一部                     | 第一部            | 第一部                     | 第一部           | 第一部         |
| -------- | -------- | ---------------------------------------- | ----------------- | -------------------------- | ----------------- | -------------------------- | ---------------- | -------------- |
| -        | -        | -                                        | 丸尾未步          | 松本理惠                   | 松本理惠          | 林祐己                     | 加藤浩           | 2011年12月10日 |
| 第二部   |          |                                          |                   |                            |                   |                            |                  |                |
| 第1話    |          | 筝，主人公如是說                         |                   | 松本理惠 貝澤幸男          | 松本理惠          | 林祐己                     | 本間禎章         | 2012年8月31日  |
| 第2話    |          | 翔子，驚慌失措的科学家                   | 淺蔥久樂          | 小林寬                     | 小林寬            | 渡邊巧大                   | 倉橋隆           | 2012年10月27日 |
| 第3話    |          | 八瀨，妖怪鏡都通信                       | 中瀨理香          | 貝澤幸男                   | 貝澤幸男          | 林祐己                     | 渡邊佳人         | 2012年11月10日 |
| 第4話    |          | 明惠，和尚如是說                         | 淺蔥久樂          | 松本理惠                   | 羽多野浩平        | 林祐己                     | 嶋田昭夫         | 2012年12月8日  |
| 第5話    |          | 古都，黑兔回憶錄                         | 淺蔥久樂          | 松本理惠                   | 松本理惠          | 林祐己                     | 飯野敏典         | 2012年12月22日 |
| 電視動畫 |          |                                          |                   |                            |                   |                            |                  |                |
| #00      |          | 預習篇                                   | （第一部修輯版）  | （第一部修輯版）           | （第一部修輯版）  | （第一部修輯版）           | （第一部修輯版） | 2013年10月2日  |
| #01      |          | 某個家庭的故事與其中的原委               | 東堂泉 淺葱久樂   | 松本理惠                   | 松本理惠 畑野森生 | 林祐己                     | 柴田聰           | 2013年10月9日  |
| #02      |          | 來到的是妹妹                             | 丸尾未步 東堂泉   | 松本理惠                   | 中尾幸彥          | 林祐己 嘉村弘之            | 杉本智美         | 2013年10月16日 |
| #03      |          | 長子與愉快的科學伙伴們                   | 淺蔥久樂          | 角銅博之                   | 角銅博之          |                            | 嶋田昭夫         | 2013年10月23日 |
| #04      |          | 二女與可愛的妖怪們                       | 中瀨理香          | 貝澤幸男                   | 貝澤幸男          | 仲條久美 嘉村弘之          | 北村由樹子       | 2013年10月30日 |
| #05      |          | 年少三子的苦惱與起始和終結               | 淺蔥久樂          | 志水淳兒 松本理惠          | 志水淳兒          | 松本朋之 近藤優次          | 中尾道弘         | 2013年11月7日  |
| #5.5     |          | 京都实录篇                               | （聲優演出特輯）  | （聲優演出特輯）           | （聲優演出特輯）  | （聲優演出特輯）           | （聲優演出特輯） | 2013年11月13日 |
| #06      |          | 二人計劃與一人煩惱的故事                 | 丸尾未步 東堂泉   | 志水淳兒 森田三郎 松本理惠 | 畑野森生          | 舘直樹 浦田幸博            | 深谷知穗         | 2013年11月20日 |
| #07      |          | 母親歸來於是父親也歸來了                 | 中瀨理香 丸尾未步 | 松本理惠                   | 鎌谷悠            | 馬場充子 中西和也 嘉村弘之 | 嶋田昭夫         | 2013年11月27日 |
| #08      |          | 那個世界與這個世界的紛爭故事             | 松本理惠 東堂泉   | 貝澤幸男                   | 伊藤尚往          | 星野玲香 竹本佳子 浦田幸博 | 杉本智美         | 2013年12月4日  |
| #09      |          | 大家一起來想想該怎麼辦吧                 | 松本理惠 東堂泉   | 志水淳兒                   | 志水淳兒          | 松本朋之 近藤優次 渡邊巧大 | 北村由樹子       | 2013年12月11日 |
| #10      |          | 讓今天充滿騷動與戲謔的存活者們之漫畫電影 | 松本理惠 東堂泉   | 松本理惠 貝澤幸男          | 松本理惠          | 林祐己                     | 中尾道弘         | 2013年12月18日 |
| #10.5    |          | 复习篇                                   | （总篇回顾）      | （总篇回顾）               | （总篇回顾）      | （总篇回顾）               | （总篇回顾）     | 2013年12月25日 |

## 播放电视台

### 網路動畫
官方PV
- 「京骚戏画～“弦”Remix ver.～DVD」随2012年9月23日发行的「Figure王」No.164捆售
- 「京骚戏画～“和”Remix ver.～DVD」则随2012年9月24日发行的「电击HOBBY MAGAZINE」11月号捆售。

试映会
- 2011年12月1日 東京会場（有楽町 朝日ホール）
- 2011年12月4日 京都会場（京都 京都シルクホール）

網路動畫第一季
- 2011年12月10日
  - BANDAI頻道（12:00 - 配信開始）
  - niconico（18:00 - 配信開始）
  - YouTube（18:00 - 配信開始）

### 电视动画
日本深夜動畫：下文記載的日本国内播放時間使用日本標準時間（UTC+9）表示。因為部分時間标识會採用30小时制，因此請留意这类超过24:00的时间，其實際播放時間為翌日清晨。
| 播放地区       | 播放电视台                     | 播放日期                 | 播放时间             | 所属局   | 其他 |
| -------------- | ------------------------------ | ------------------------ | -------------------- | -------- | ---- |
| 東京都         | TOKYO MX                       | 2013年10月2日－12月25日  | 星期三 25:30 - 26:00 | 独立局   |      |
| 日本全国       | BS朝日                         | 2013年10月4日－12月27日  | 星期五 25:30 - 26:00 | BS广播   |      |
| 日本全国       | niconico生放送                 | 2013年10月5日－ 12月28日 | 星期六 22:30 - 23:00 | 网络直播 |      |
| niconico频道   | 星期六23:00 更新               | 2013年10月5日－ 12月28日 |                      | 网络直播 |      |
| BANDAI CHANNEL | 2013年11月10日 - 2014年1月12日 | 星期日12:00 更新         |                      | 网络直播 |      |

## Blu-ray / DVD
| 卷 | 发售日            | 收录话                                                                          | 規格編號  | 規格編號  | 特典                                                                            |
| 卷 | 发售日            | 收录话                                                                          | BD        | DVD       | 特典                                                                            |
| -- | ----------------- | ------------------------------------------------------------------------------- | --------- | --------- | ------------------------------------------------------------------------------- |
| 0  | 2013年12月6日预订 | 2011年製作PV（5分钟版本） 2011年製作PV（25分分钟版本） 2012年製作 第1話 - 第5話 | BSTD-8875 | DSTD-8875 | - 映像特典：无字幕ED+后记（2011年25分钟版製作PV） - 特别礼品包 - 广播剧CD：「」 |
| 1  | 2014年1月10日     | 第1話 - 第2話                                                                   | BSTD-8876 | DSTD-8876 | - 映像特典：第0话「」 - 特别礼品包 - 广播剧CD：「」                             |
| 2  | 2014年2月7日      | 第3話 - 第4話                                                                   | BSTD-8877 | DSTD-8877 |                                                                                 |
| 3  | 2014年3月7日      | 第5話 - 第6話                                                                   | BSTD-8878 | DSTD-8878 |                                                                                 |
| 4  | 2014年4月4日      | 第7話 - 第8話                                                                   | BSTD-8879 | DSTD-8879 |                                                                                 |
| 5  | 2014年5月2日      | 第9話 - 第10話                                                                  | BSTD-8880 | DSTD-8880 |                                                                                 |

## 漫画版
在网络动画第一期时于電撃魔王2012年2月号至9月號发布了相应的漫画版本。2012年11月号，第二期外传开始连载，作画为mercre、原作为東堂泉、企画为京骚戏画项目组。
2013年电视动画化時，继续与电击魔王合作发布漫画版。